# 1,5-Dichlorpentan
1,5-Dichlorpentan ist eine chemische Verbindung aus der Gruppe der aliphatischen, gesättigten Halogenkohlenwasserstoffe.

## Gewinnung und Darstellung
1,5-Dichlorpentan kann durch Reaktion von 1-Benzoylpiperidin mit Phosphorpentachlorid gewonnen werden. Die Verbindung kann auch durch Reaktion von 1,5-Pentandiol mit Salzsäure bei 170 °C und hohem Druck dargestellt werden.

## Eigenschaften
1,5-Dichlorpentan ist eine farblose Flüssigkeit, die sehr schwer löslich in Wasser ist.

## Verwendung
1,5-Dichlorpentan wird zur Herstellung Thian durch Reaktion mit Natriumsulfid verwendet.

## Sicherheitshinweise
Die Dämpfe von 1,5-Dichlorpentan können mit Luft ein explosionsfähiges Gemisch (Flammpunkt 26 °C) bilden.